# NGC 132
NGC 132 هي مجرة حلزونية تقع في كوكبة قيطس. اكتشفها ويليام هيرشيل في 25 ديسمبر 1790.

## المظهر
وصف هيرشيل المجرة الحلزونية بأنها «خافتة جدا وكبيرة إلى حد كبير ومستديرة وسطيه أكثر إشراقا». في 12 أكتوبر 1827 لاحظ جون هيرشل ذلك مرة أخرى.

## وصلات خارجية
- NGC 132 على موقع ويكي سكاي: DSS2, SDSS, GALEX, IRAS, Hydrogen α, X-Ray, Astrophoto, Sky Map, Articles and images